# Кноп-Лабах
Кноп-Лабах (њем. Knopp-Labach) општина је у њемачкој савезној држави Рајна-Палатинат. Једно је од 84 општинска средишта округа Југозападни Палатинат. Према процјени из 2010. у општини је живјело 467 становника. Посједује регионалну шифру (AGS) 7340215.

## Географски и демографски подаци
Кноп-Лабах се налази у савезној држави Рајна-Палатинат у округу Југозападни Палатинат. Општина се налази на надморској висини од 350 метара. Површина општине износи 6,0 km². У самом мјесту је, према процјени из 2010. године, живјело 467 становника. Просјечна густина становништва износи 78 становника/km².